# Primula bullata
Primula bullata är en viveväxtart som beskrevs av Adrien René Franchet. Primula bullata ingår i släktet vivor, och familjen viveväxter. Inga underarter finns listade i Catalogue of Life.